# Pietari Holopainen
Pietari Holopainen (* 26. September 1982) ist ein ehemaliger finnischer Fußballspieler.

## Laufbahn
Holopainen begann seine Karriere in der Jugend des Kuopion PS. Sein erstes Ligaspiel für die Profimannschaft absolvierte er 2001 gegen den FC Jazz Pori. Zur Saison 2006 wechselte er zum Zweitligisten Mikkelin Palloilijat, den er nach nur einem Jahr allerdings wieder verließ. Holopainen ging anschließend zum FC Haka in die Veikkausliiga, bei dem er sich schnell einen Stammplatz erkämpfte. Anfang 2010 kehrte er zu Kuopion PS zurück und beendete dort nach der Saison 2013 seine aktive Karriere.